# Fucun
Fucun (kinesiska: 傅村) är en köping i Kina. Den ligger i provinsen Zhejiang, i den östra delen av landet, omkring 120 kilometer söder om provinshuvudstaden Hangzhou. Antalet invånare är 30 144. Befolkningen består av 14 403 kvinnor och 15 741 män. Barn under 15 år utgör 12,0 %, vuxna 15-64 år 3 065 %, och äldre över 65 år 8,0 %.
Runt Fucun är det tätbefolkat, med 913 invånare per kvadratkilometer. Närmaste större samhälle är Yiwu, 19,6 km öster om Fucun. Trakten runt Fucun består till största delen av jordbruksmark.
Genomsnittlig årsnederbörd är 2 196 millimeter. Den regnigaste månaden är juni, med i genomsnitt 436 mm nederbörd, och den torraste är januari, med 75 mm nederbörd.